# Dia Internacional da Cerveja
O Dia Internacional da Cerveja, comemorado na primeira sexta-feira de agosto, foi inventado em 2007 em Santa Cruz (Califórnia).
Tem três propósitos declarados:
1. Estar com amigos para saborear a cerveja
2. Celebrar aqueles que fabricam e os que servem a cerveja
3. Unir o mundo sob a bandeira da cerveja, celebrando as cervejas de todas as nações juntas em um único dia[4][2]

## Popularidade
Dia Internacional da cerveja começou como uma celebração no bar dos fundadores local, mas desde então se expandiu para se tornar um evento mundial. Celebrações estão previstas em todo os Estados Unidos, bem como em Austrália, Áustria, Bélgica, Brasil, Canadá, Colômbia, Costa Rica, El Salvador, Inglaterra, França, Grécia, Honduras, Hong Kong, Hungria, Índia, Irlanda, Israel, Itália, Japão, Letónia, Líbano, Lituânia, Macedónia, Malásia , México, Nova Zelândia, Nicarágua, Noruega, Peru, Polônia, Portugal, Puerto Rico, Romênia, Cingapura, Eslováquia, Eslovénia, África do Sul, Sri Lanka, Tailândia, Filipinas, Turquia, Emirados Árabes Unidos, Uruguai, Vanuatu e Venezuela.